# Список глав государств в 534 году
Список глав государств в 533 году — 534 год — Список глав государств в 535 году — Список глав государств по годам

## Африка
- Королевство вандалов и аланов — 
  - Гелимер, король (530 — 534)
  - в 534 году завоевано Византией

## Америка
- Баакульское царство — К’ан Хой Читам I, священный владыка (524 — 565)
- Мутульское царство (Тикаль) — Чак-Ток-Ичак IV, царь (ок. 528 — 537)
- Шукууп (Копан) — Ви-Оль-К’инич, царь (532 — 551)

## Азия
- Абхазия (Абазгия) — Гозар, князь (ок. 530 — ок. 550)
- Гаоцзюй — 
  - Ифу, правитель (516 — 534)
  - Юэцзюй, правитель (534 — 537)
- Гассаниды — аль-Харит V ибн Джабала, царь (529 — 569)
- Дханьявади — Тюрия Теза, царь[англ.] (513 — 544)
- Жужаньский каганат — Юйцзюлюй Анагуй, каган (520 — 552)
- Иберия — 
  - Дачи, царь (502 — 534)
  - Бакур II, царь (534 — 547)
- Индия — 
  - Вишнукундина — Индра Бхаттарака Варма, царь[лит.] (528 — 555)
  - Гупта — Кумарагупта III, махараджа (530 — 540)
  - Западные Ганги — Дурвинта, махараджа (529 — 579)
  - Маитрака — Друвасена I, махараджа[англ.] (ок. 520 — ок. 550)
  - Паллавы (Анандадеша) — Виджая Буддхаварман, махараджа (520 — 540)
  - Чалукья — Ранаранга Чалукья, раджа (525 — 535)
- Камарупа — Бхутиварман, царь (518 — 542)
- Китай (Период Южных и Северных династий) — 
  - Лян — У-ди (Сяо Янь), император (502 — 549)
  - Северная Вэй — Сяо У-ди (Юань Сю), император (532 — 535)
- Корея (Период Трех государств):
  - Конфедерация Кая — Тосольджи, ван (532 — 562)
  - Когурё — Анвон, тхэван (531 — 545)
  - Пэкче —  Сон, король (523 — 554)
  - Силла — Попхын Великий, тхэван (514 — 540)
- Лазика (Эгриси) — Опсит, король (ок. 527 — ок. 541)
- Лахмиды (Хира) — аль-Мундир III ибн аль-Нуман, царь (505 — 554)
- Паган — Тинли Пайк, король[англ.] (532 — 547)
- Персия (Сасаниды) — Хосров I Ануширван, шахиншах (531 — 579)
- Раджарата (Анурадхапура) — Силакала Амбосаманера, король (526 — 539)
- Тарума — Кандраварман, царь (515 — 535)
- Тогон — Муюн Фулянчоу, правитель (490 — 540)
- Тямпа — Рудраварман I, князь (529 — 572)
- Фунань — Рудраварман I, король (514 — 550)
- Химьяр — Симьяфа Ашва, царь (525 — 536)
- Япония — Анкан, император (531 — 535)

## Европа
- Англия —
  - Бринейх — 
    - Бран Старый, король (510 — ?)
    - Кингар, король (510 — ?)

  - Думнония — Кадо ап Геррен, король (508 — 537)
  - Каер Гвенддолеу — Кейдио ап Эйнион, король (ок. 505 — ок. 550)
  - Кент — Окта, король (512 — ок. 540)
  - Мерсия — Кнебба, король (517 — 538)
  - Пеннины — 
    - Дунотинг (Северные Пеннины)  — Динод Толстый, король (ок. 525 — ок. 595)
    - Пик (Южные Пеннины)  — Сауил Высокомерный, король (ок. 525 — 590)

  - Регед — Мейрхион Гул, король (ок. 490 — ок. 535)
  - Сассекс — Кисса, король (514 — ок. 567)
  - Уэссекс — 
    - Кердик, король (519 — 534)
    - Кинрик, король (534 — 560)

  - Эбрук — Элиффер ап Эйнион, король (500 — 560)
  - Элмет — Ллаенног ап Масгвид, король (495 — 540)
  - Эссекс — Сихельм, король (508 — 539)
- Арморика — Будик II, король (? — 544)
- Бургундское королевство — 
  - Годомар II, король (524 — 534)
  - в 534 году разделено между королями франков
- Вестготское королевство — Теудис, король (531 — 548)
- Византийская империя — Юстиниан I, император (527 — 565)
- Гепиды — Гелемунд, король (508 — ок. 548)
- Ирландия — 
  - Муйрхертах, верховный король (ок. 507 — 534)
  - Туатал Маэлгарб, верховный король (534 — 538)
  - Айлех — 
    - Муйрхертах, король (489 — 534)
    - Фергюс мак Муйрхертах, король (534 — ок. 566)
    - Домнал мак Муйрхертах, король (534 — ок. 566)

  - Коннахт — Эоган Бел мак Келлайг, король (502 — ок. 543)
  - Лейнстер — Кормак мак Айлиль, король (530 — 539)
  - Мунстер — Федлимид, король (523 — ок. 535)
  - Ольстер — Эохед мак Кондлаи, король (532 — 553)
- Лангобарды — Вахо, король (ок. 510 — ок. 540)
- Остготов королевство (Италия) — 
  - Аталарих, король (526 — 534)
  - Амаласунта, регент (526 — 534)
  - Теодахад, король (534 — 536)
- Папский престол — Иоанн II, папа римский (533 — 535)
- Свевов королевство (Галисия) — Теодемунд, король (ок. 500 — ок. 550)
- Тюрингия — 
  - Герменефред, король (ок. 507 — 534)
  - в 534 году завоевана королём франков Теодорихом I
- Уэльс —
  - Брихейниог — Ригенеу ап Райн, король (ок. 510 — 540)
  - Гвинед — Майлгун ап Кадваллон, король (ок. 520 — 547)
  - Гливисинг — Кадок Мудрый, король (523 — 580)
  - Дивед — Гуртевир ап Айргол, король (495 — 540)
  - Поуис — Кинген Достопамятный, король (519 — 547)
- Франкское королевство — 
  - Теодорих I (Реймс), король (511 — 534)
  - Теодеберт I (Австразия), король (534 — 547 или 548)
  - Хлотарь I (Суассон), король (511 — 561)
  - Хильдеберт I (Париж), король (511 — 558)
- Швеция — Адильс, король (ок. 530 — ок. 575)
- Шотландия —
  - Дал Риада — Комгалл, король (507 — 538)
  - Пикты — Дрест II, король (508 — 538)
  - Стратклайд (Альт Клуит) — Клинох ап Думнагуал, король (ок. 490 — ?)

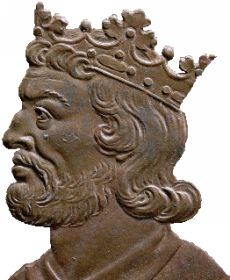
Теодорих I 511-534 Король Реймса
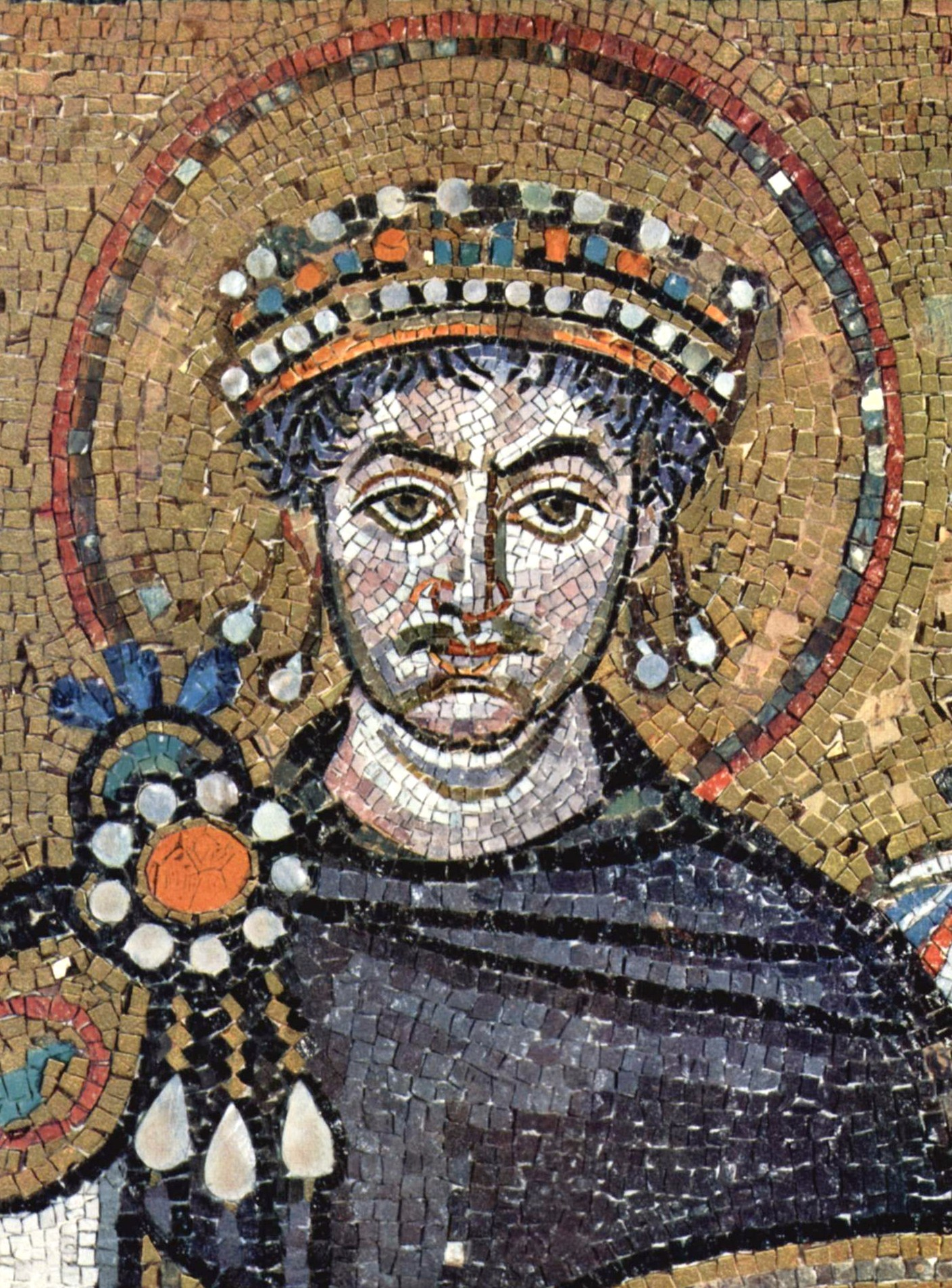
Юстиниан I 527-565 Император Византии
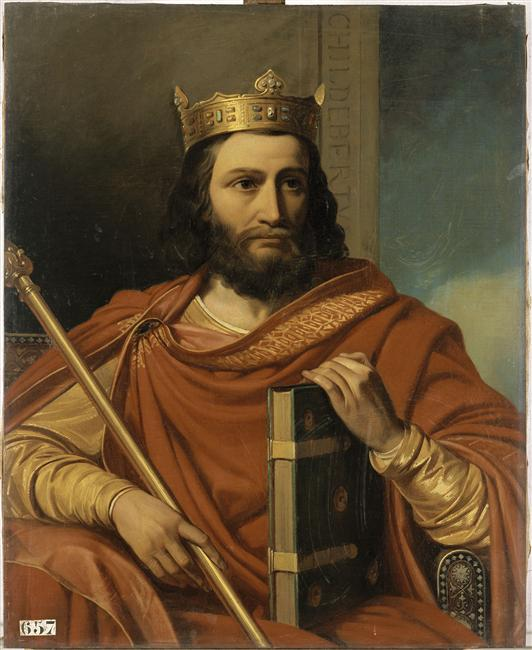
Хильдеберт I 511-558 Король Парижа
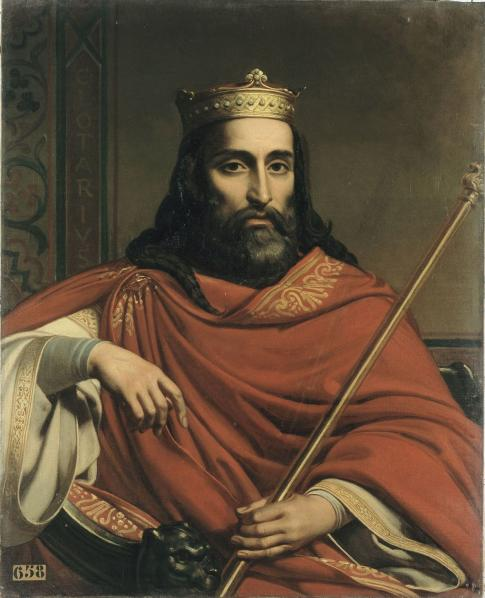
Хлотарь I 511-561 Король Суассона
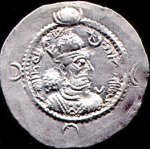
Хосров I Ануширван 531-579 Шахиншах Персии
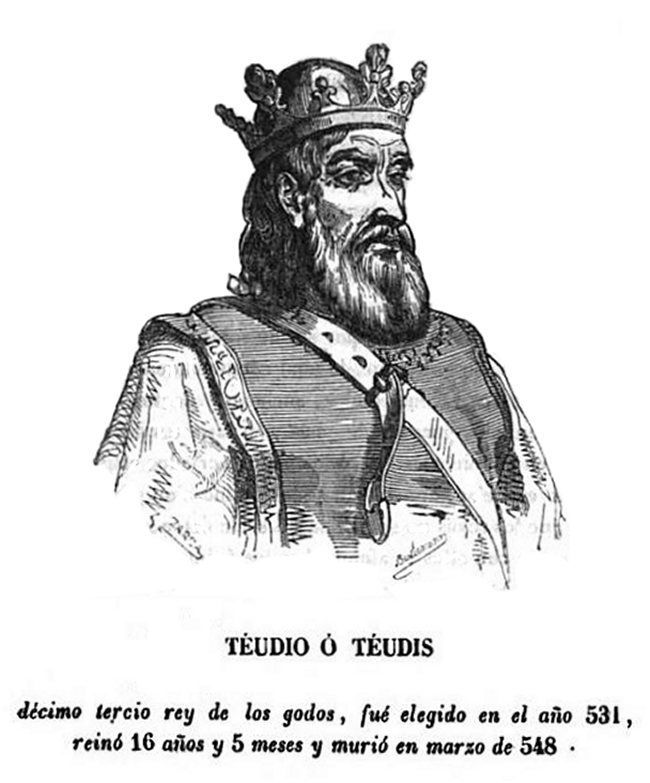
Теудис 531-548 Король вестготов
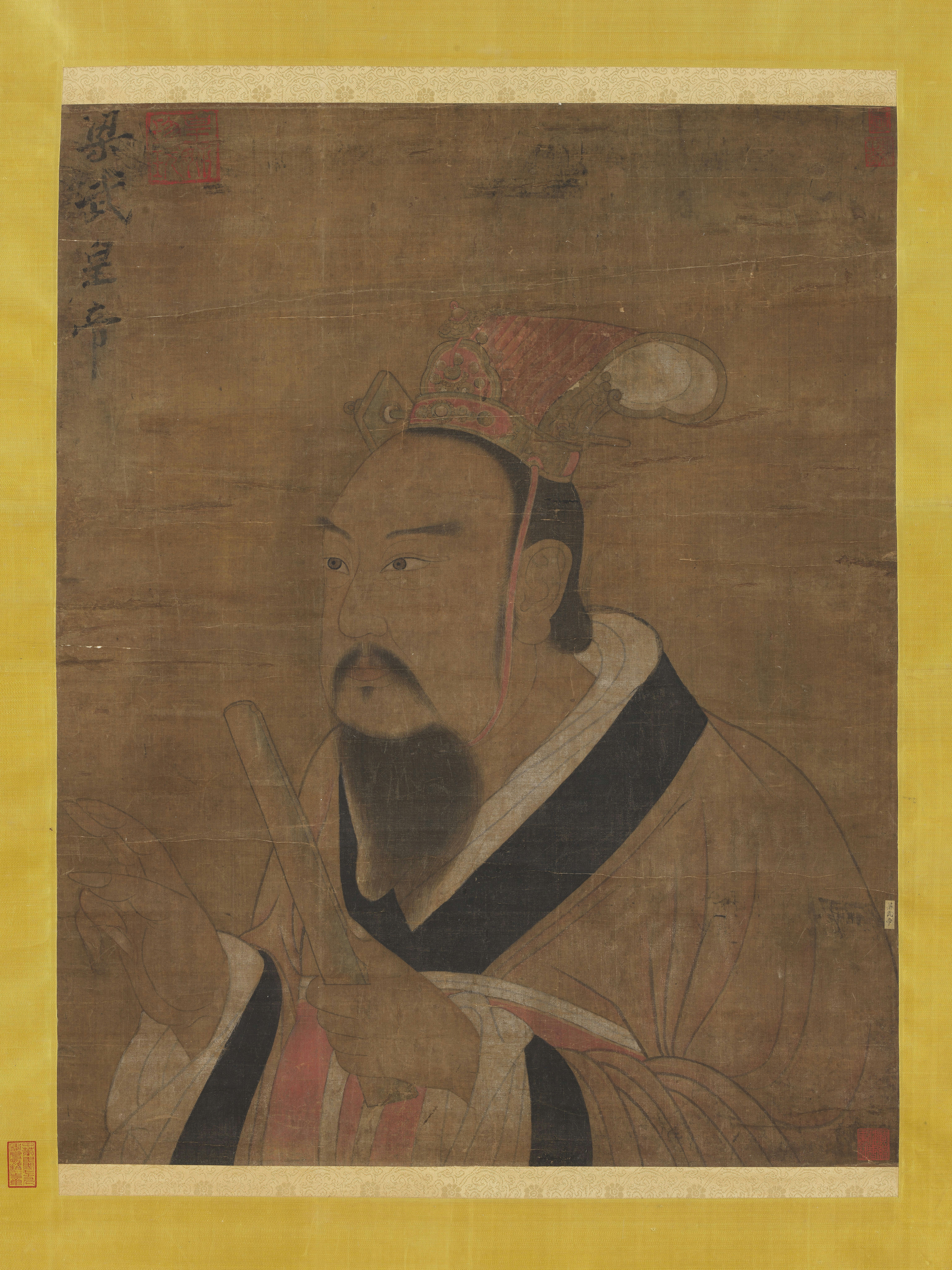
У-ди 502-549 Император Лян
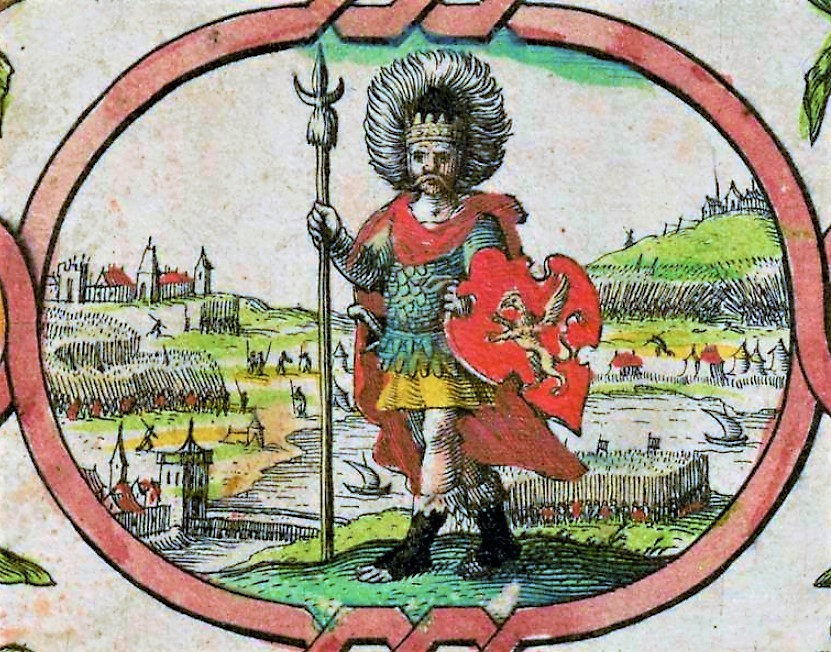
Кердик 519-534 Король Уэссекса